# Chamby
Chamby (Chamby sur Montreux) is een plaatsje ten noorden van Montreux en ten oosten van de Autoroute du Léman in kanton Vaud in Zwitserland.
In Chamby ligt een vorkstation waar verschillende sporenlijnen dit dorpje aandoen. De smalspoorlijn Montreux-Berner Oberland-Bahn (MOB) ontsloot Chamby in 1901. Er werd een keertunnel van 314 m. gegraven. De Spoorlijn Vevey - Chamby werd in 1902 geopend.

Het spoorbaantje van Chamby naar Blonay, nu een museumspoorlijn, met een lengte van 3 kilometer werd ook 1902 geopend. Er is een Blonay-Chamby Railway Museum, vanwaar men met een stoomtrein de rit van 20 minuten kan maken, waarbij men over de kloof van Baye de Clarens gaat via een viaduct dat 78 meter lang is en 45 meter hoog.
Direct boven het station van Chamby, staat het voormalig Hôtel des Narcisses. Vanuit dit regionale monument heeft men uitzicht over het Meer van Genève. Het was al voor 2010 een wooncomplex met appartementen.

Tijdens de Tweede Wereldoorlog werd dit hotel door de Nederlandse overheid gehuurd om vluchtelingen onder te brengen. Hierbij waren onder meer de volgende Nederlanders: Li Batens, Huib en Beppie du Pon, Jack van Gorkom, Flip Groenendijk, Bob Lans, Piet van den Nieuwenhof, Sal en To Schnitzer, Leib Simons, Bill Susan en Aaltje Turkstra.
Ernest Hemingway en Elizabeth Hadley Richardson waren in Chamby in december 1922, toen hij voor de Toronto Star een internationale conferentie bijwoonde in Lausanne.
In de zomer van 1935 waren er in Chamby conferenties van de Wereldbond der Kerken. Het Internationale Jeugdcomité de Oecumenische Beweging. (Jeugdafdeling van de Wereldbond der Kerken) 2 — 8 augustus en 12—18 augustus de Conferentie van het Internationale Comité van den Wereldbond. (Voorloper van Wereldraad van Kerken).

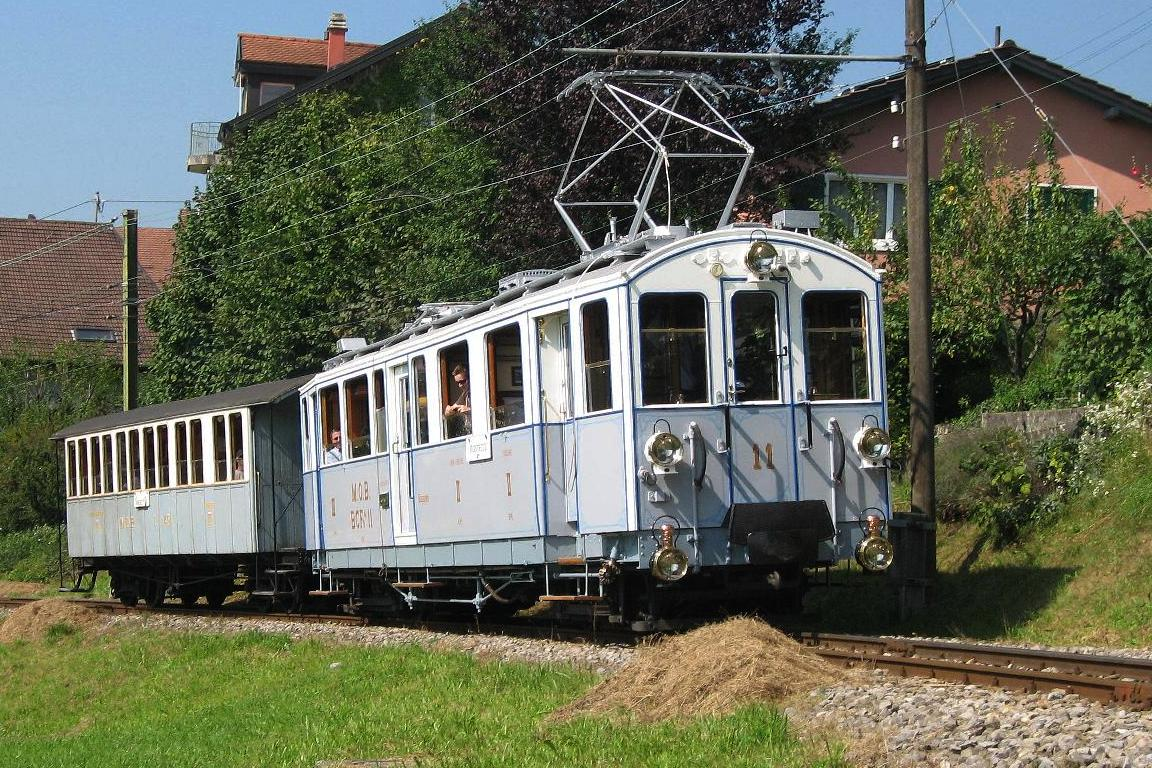
Museumtrein
Station Chamby met rechts het hotel des Narcisses (1975)

- Gemeinsame Normdatei: 4808782-8
- Nationale Bibliotheek van Israël: 987009647688205171
- Virtual International Authority File: 239668527